# Betiting
Betiting is een bestuurslaag in het regentschap Gresik van de provincie Oost-Java, Indonesië. Betiting telt 4403 inwoners (volkstelling 2010).